# Escudo de Móstoles
El escudo es uno de los símbolos más importantes de la villa de Móstoles (Comunidad de Madrid, España).
Acabado en pico, está dividido verticalmente en dos partes. La izquierda se divide a su vez horizontalmente; en la parte superior, con fondo de oro, una Virgen María con el Niño Jesús en sus brazos, sostenida por una luna creciente de plata y rodeada por una letra "D" mayúscula de gules. En la parte inferior la invocación en latín: "Tota pulchra est" (toda pulcra es / sin pecado), seguida del anagrama de María en letras de oro sobre gules.
El cuartel derecho se compone de cuatro fajas de gules (fondo rojo) y respectivamente llevan cargadas en letra de oro las sílabas “ON”, “PHI”, “LIPE”, y “II”, aunque históricamente esta cuarta sílaba se representa en el filete de planta omitiendo la última franja de gules. Junto con la 'D' de la parte izquierda forma el texto Don Philipe II en referencia al monarca que le otorgó el privilegio de villazgo, segregándola de Toledo. Cada faja de gules lleva abajo un filete de planta, en oro sobre azur.
Se puede interpretar el escudo como una reproducción de la miniatura que debía encabezar el pergamino en el que estaba manuscrito dicho privilegio de villazgo, fechado a 6 de diciembre de 1565
Finalmente encima se coloca la Corona Real de España, y tiene una banda rodeándolo con la inscripción “Excelentísimo e Ilustrísimo Ayuntamiento de la Villa de Móstoles”, títulos otorgados respectivamente por los reyes Alfonso XIII en 1908 y su padre Alfonso XII en 1882.
El escudo está presente en la bandera de Móstoles, aunque sin la banda.

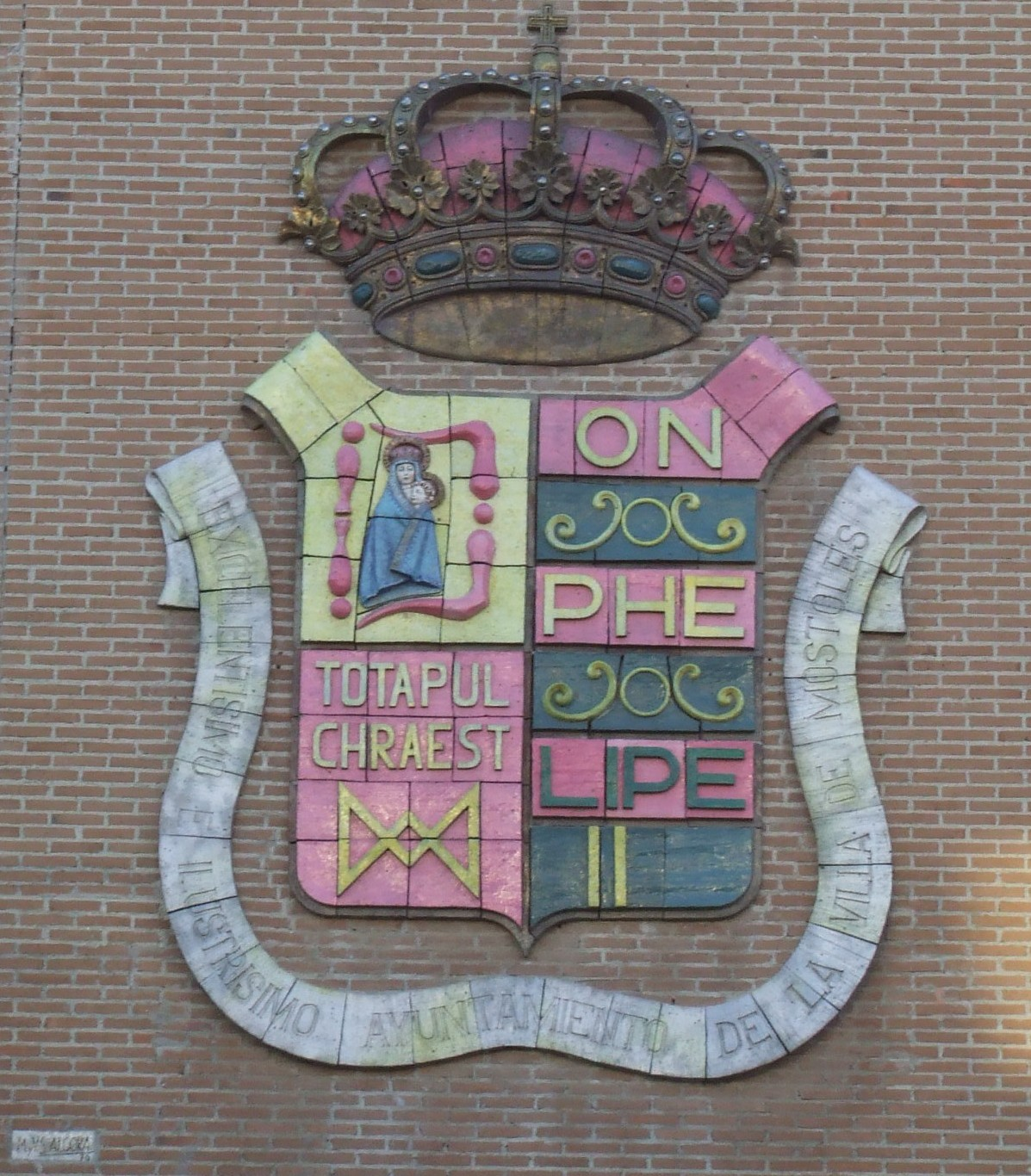
Escudo de Móstoles en la fachada de la casa consistorial.